# Unschuldig – Der Fall Julia B.
Unschuldig – Der Fall Julia B. ist eine vierteilige deutsche Miniserie von Ute Wieland nach einer Vorlage von Matthew Arlidge und Chris Lang zu der ITV-Fernsehserie Innocent. Die Hauptrollen sind mit Emily Cox, Jan Krauter und Katharina Marie Schubert besetzt.

## Handlung
Die norddeutsche Deutschlehrerin Julia Brandt saß für den ihr zur Last gelegten Mord an ihrem Schüler Felix Weixler unschuldig fünf Jahre lang im Gefängnis. Nach ihrer Entlassung wendet sie sich an ihren Ex-Ehemann Jan, der sie in dieser harten Zeit zwar alleine gelassen hat, den sie aber wieder für sich zurückgewinnen möchte, genauso wie ihre Anstellung an ihrer ehemaligen Schule. Jan ist jedoch im Begriff, seine Verlobte Katrin Voss zu heiraten und hat mit seiner Ex-Ehefrau Julia endgültig abgeschlossen. Dem zuständigen Kriminalhauptkommissar Max Kauth begegnet Brandt mit Reserviertheit, was seine Ermittlungen erschwert.
Felix hatte kurz vor seiner Ermordung versucht, Julia zu verführen, war jedoch nach einem Kuss von ihr abgewiesen worden. Im Gespräch mit Julia räumt Jan ein, ebenfalls mit Felix geflirtet zu haben und als Felix ihm gegenüber wahrheitswidrig behauptet hatte, er hätte Sex mit Julia gehabt, wurde er von Jan aus Eifersucht getötet.

## Besetzung
| Rolle              | Schauspieler             | Episoden | Beschreibung                                                                             |
| ------------------ | ------------------------ | -------- | ---------------------------------------------------------------------------------------- |
| Julia Brandt       | Emily Cox                | 1–4      | Lehrerin, die fünf Jahre für den vermeintlichen Mord an einem ihrer Schüler in Haft war. |
| Jan Brandt         | Jan Krauter              | 1–4      | Ex-Mann von Julia Brandt                                                                 |
| Katrin Voss        | Katharina Marie Schubert | 1–4      | Verlobte von Jan Brandt                                                                  |
| Betty Voss         | Luna Jordan              | 1–4      | Tochter von Katrin Voss                                                                  |
| Max Kauth          | Thomas Loibl             | 1–4      | Kriminalhauptkommissar                                                                   |
| Felix Weixler †    | Eloi Christ              | 1–4      | Schüler von Julia Brandt; wird ermordet                                                  |
| Marie Weixler      | Gerti Drassl             | 1–4      | Mutter von Felix                                                                         |
| Hannes Weixler     | Peter Schneider          | 1–4      | Vater von Felix                                                                          |
| Sophie Gellert     | Sonja Weißer             | 1–4      | Freundin von Felix                                                                       |
| Jessica Storbeck † | Christina Große          | 1–4      | Schutzengel, Ex-Lebensgefährtin von Max Kauth                                            |

## Produktionsnotizen
Unschuldig – Der Fall Julia B. wurde vom 17. Mai 2022 bis zum 19. Juli 2022 an 44 Drehtagen an der Ostsee, in Travemünde und Hamburg gedreht. Ihre Uraufführung hatte die Serie am 4. Oktober 2023 auf dem Filmfest Hamburg.
Die Erstausstrahlung erfolgte am 25. und 28. Oktober 2023 als Zweiteiler auf ORF 2 unter dem Titel Unschuldig – Der Fall Julia.